# Gemellipora
Gemellipora is een geslacht van mosdiertjes uit de  familie van de Pasytheidae. De wetenschappelijke naam ervan is in 1873 voor het eerst geldig gepubliceerd door Smitt.

## Soorten
- Gemellipora adherens Cook, 1985
- Gemellipora eburnea Smitt, 1873
- Gemellipora galiciae Souto, Berning & Ostrovsky, 2016
- Gemellipora limbata Smitt, 1873
- Gemellipora minutipora Canu & Bassler, 1929
- Gemellipora punctata Canu & Bassler, 1929

Niet geaccepteerd soorten:
- Gemellipora glabra Smitt, 1873 → Gemelliporina glabra (Smitt, 1873)
- Gemellipora protrusa Thornely, 1905 → Characodoma protrusum (Thornely, 1905)